# Lijst van burgemeesters van Berg en Terblijt
Dit is een lijst van burgemeesters van de voormalige Nederlandse gemeente Berg en Terblijt tot die gemeente op 1 januari 1982 opging in de nieuwe gemeente Valkenburg aan de Geul.
| Ambtsperiode | Naam burgemeester          | Partij of stroming | Bijzonderheden                                                                |
| ------------ | -------------------------- | ------------------ | ----------------------------------------------------------------------------- |
| 1824 - 1844  | J.B. Daemen                |                    | eerst schout                                                                  |
| 1844 - 1852  | J. Dobbelsteyn             |                    |                                                                               |
| 1852 - 1879  | G. Janssen                 |                    |                                                                               |
| 1879 - 1914  | J.W.B.H. Goossens          |                    |                                                                               |
| 1914 - 1944  | Joseph (J.J.B.H.) Goossens |                    | zoon van zijn voorganger                                                      |
| 1944         | J.J.H. Lamerichs           |                    |                                                                               |
| 1944 - 1945  | Joseph (J.J.B.H.) Goossens |                    |                                                                               |
| 1945 - 1946  | Hub (J.Th.H.) van Weers    |                    | waarnemend                                                                    |
| 1946 - 1969  | P.A.J. Muijters            |                    |                                                                               |
| 1969 - 1982  | Frans (F.J.A.) van de Loo  | KVP                | tevens burgemeester van Bemelen (1973-1982); eerder burgemeester van Noorbeek |